# Circuito di Suzuka
Il circuito di Suzuka è un autodromo giapponese, tra i più importanti ed originali al mondo, grazie ad alcune caratteristiche che l'hanno reso inconfondibile. È la sede del Gran Premio del Giappone di Formula 1 dal 1987, ad eccezione dei campionati 2007 e 2008 in cui è stato sostituito dal rinnovato Fuji Speedway.
Costruito all'interno di un parco giochi dalla Honda nelle vicinanze della città di Suzuka in Giappone come tracciato da utilizzare nei test, Suzuka è diventato, negli anni '80, un appuntamento fisso per la Formula 1 ed in seguito per il motomondiale dove ha ospitato varie edizioni del Gran Premio motociclistico del Giappone.
Lungo 5.807 metri, il tracciato giapponese è uno dei più spettacolari e tecnici grazie alla varietà delle sue curve (si passa da tornanti come l'Hairpin a curvoni veloci come la curva 15 chiamata 130R), infatti è sempre stato amato dai piloti che vi hanno corso. Questa pista è inoltre l'unica nella storia della Formula 1 ad avere una conformazione ad 8, ovvero con un sottopasso e relativo cavalcavia. A dispetto della bellezza del tracciato, a Suzuka è sempre stato problematico compiere sorpassi.

## Il circuito e la Formula 1

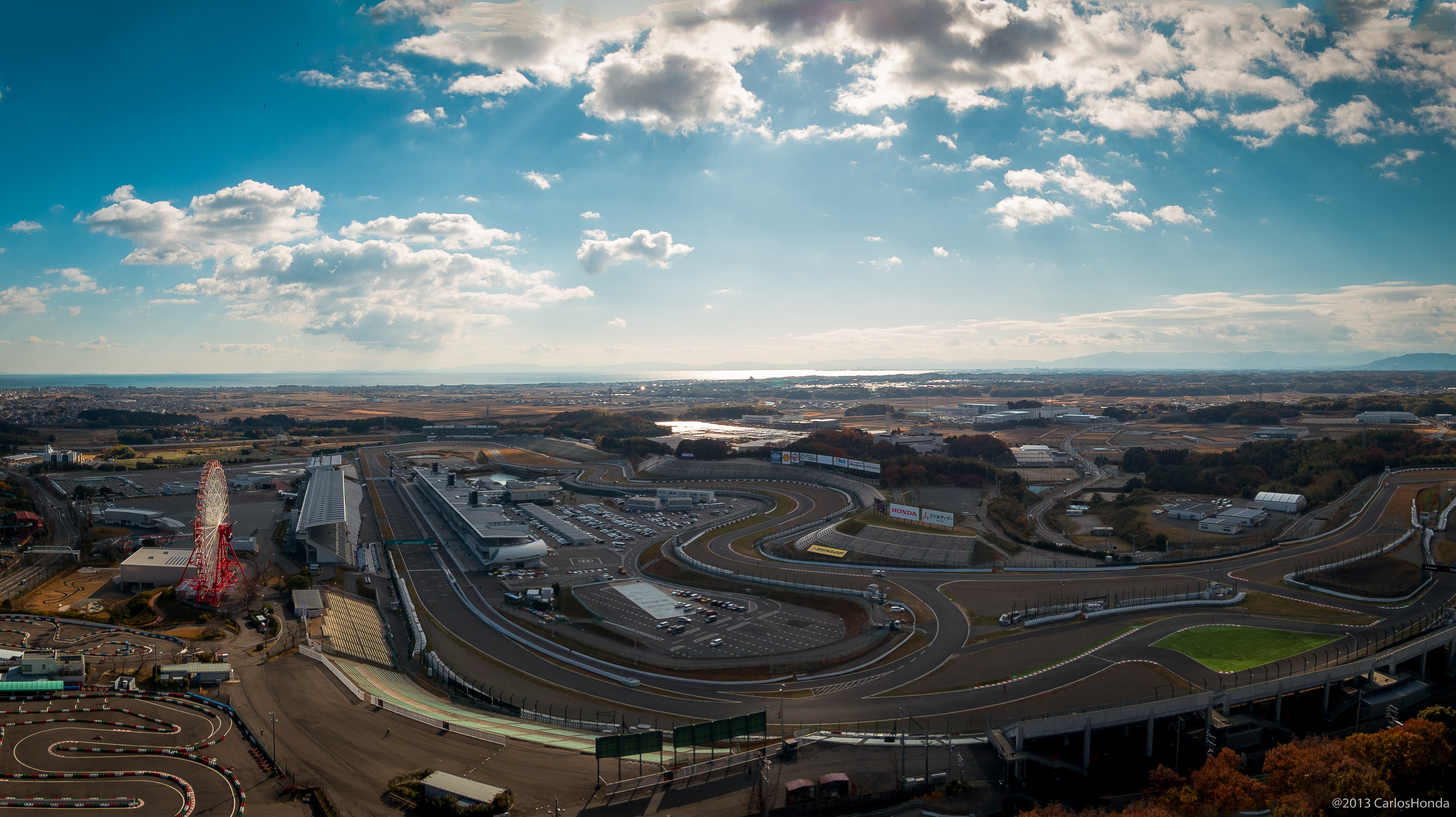
Vista aerea del tracciato

Grazie alla sua posizione nel calendario, storicamente posta a fine Campionato, Suzuka è stata spesso determinante al fine dell'assegnazione del titolo di Formula 1. L'edizione 1987, ricordata anche per il ritorno alla vittoria della Ferrari dopo un lungo digiuno, laureò per la terza volta campione del mondo Nelson Piquet, agevolato nell'impresa dall'incidente che mise k.o. nelle prove il suo compagno di squadra Nigel Mansell, unico altro contendente.

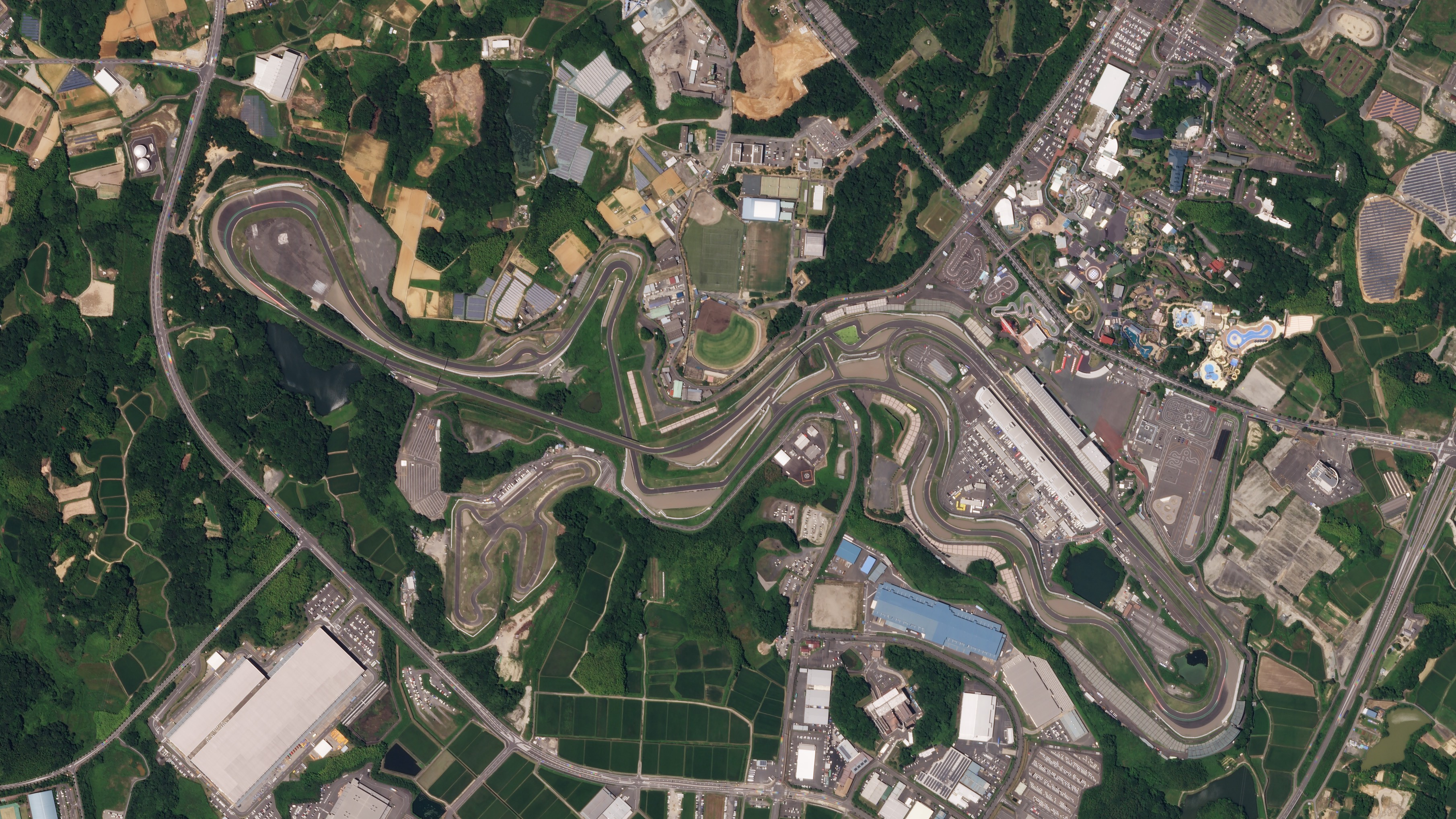
Il circuito visto dal satellite

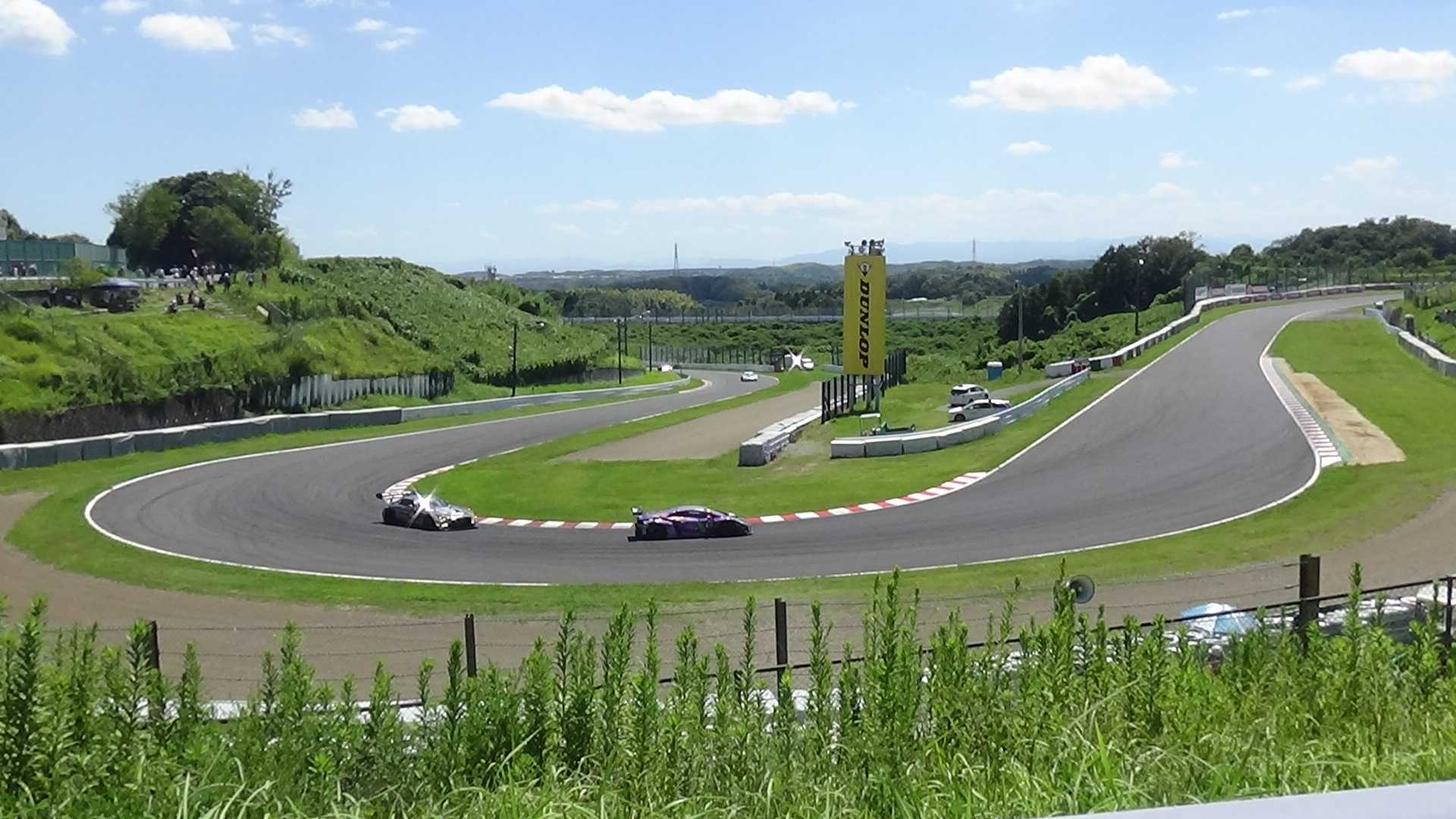
Il tornantino

Nel triennio 1988-90 la lotta fu tra i grandi rivali Ayrton Senna e Alain Prost, i cui duelli infiammavano la Formula Uno di quegli anni. Il 1988 vide il primo trionfo iridato del brasiliano ai danni del francese, entrambi su McLaren. Nel 1989, all'ultima variante, un tentativo di sorpasso di Senna sul compagno di squadra Prost si risolse in un discusso incidente. Mentre il francese scendeva dalla sua vettura, ritirandosi, il brasiliano si faceva spingere dai commissari, e ripartiva tagliando la chicane. Fermatosi ai box per cambiare il musetto danneggiato, Senna tornava in pista e, negli ultimi giri, sorpassava Alessandro Nannini, che aveva preso la leadership della gara, e andava a vincere. I commissari, però, nel dopo gara, squalificheranno il brasiliano, reo di aver tagliato la chicane, consegnando così il titolo al compagno Prost.
L'anno seguente Senna, tentando di superare Prost (passato nel frattempo alla Ferrari) alla prima curva, lo speronò causando il ritiro di entrambi; quell'incidente valse al brasiliano il secondo titolo mondiale.
Ancora a Suzuka Senna vinse il suo terzo titolo nel 1991, quando riuscì a piegare le velleità stavolta di Nigel Mansell, uscito di pista nei primi giri.
Suzuka tornò ad essere determinante nell'edizione 1996, con un duello tutto in casa Williams: Damon Hill vince il Gran Premio e si aggiudica quel Mondiale, sconfiggendo il compagno di squadra Jacques Villeneuve, costretto al ritiro per il distacco di una ruota. Le edizioni 1998 e 1999, invece, sancirono la vittoria iridata del finlandese Mika Häkkinen ai danni dei ferraristi Michael Schumacher e Eddie Irvine.
Il circuito di Suzuka fu pure teatro, nel 2000, del ritorno alla vittoria, nel Campionato del Mondo Piloti, della Ferrari, grazie a Michael Schumacher, quest'ultimo al suo terzo alloro iridato. Nel 2022 la pista assegnò il titolo a Max Verstappen, che lo vinse, per la seconda volta consecutiva, al termine di una gara condizionata da avverse condizioni meteorologiche. L'anno successivo la Red Bull vinse il suo sesto titolo costruttori.
Alla fine del 2006, il circuito fu momentaneamente abbandonato in favore del rinnovato Circuito del Fuji; nel 2009 Suzuka è tornato ad ospitare il Gran Premio del Giappone a seguito del ritiro del Fuji.
Suzuka tornò ad essere decisiva nel 2011, Button vinse ma Vettel giunse terzo e si riconfermò campione del mondo.
Il circuito, nel 2014, viene particolarmente ricordato in seguito all'incidente del pilota francese della Marussia, Jules Bianchi; primo incidente fatale dopo il Gran Premio di San Marino 1994, dove morirono Ayrton Senna e Roland Ratzenberger.
Il record assoluto del circuito è di 1'26"983 stabilito da Max Verstappen su Red Bull nelle qualifiche del Gran Premio del Giappone 2025.

## Il circuito e il motomondiale
Per quanto concerne il motomondiale, Suzuka è stato abbandonato nel 2004 a causa di ciò che accadde l'anno prima: nel Gran Premio motociclistico del Giappone 2003 infatti il pilota locale Daijirō Katō perse la vita a seguito di un violento impatto contro il muro della variante Casio. Giudicato troppo pericoloso per le due ruote, da allora fu soppiantato nel calendario dei centauri dalla pista concorrente di Motegi, sempre di proprietà della Casa dell'ala dorata.
Tuttavia, sempre in campo motociclistico su questo tracciato si svolge ogni anno la 8 ore di Suzuka.
Nel 1996 e nel 1997 vi si tennero delle gare esibizione della NASCAR.
Nel complesso del circuito c'è un kartodromo, teatro di diverse Coppe del Mondo di karting. Nel 2011 a Suzuka si è corsa l'ultima prova del mondiale di kart.

## Albo d'oro della Formula 1
| Stagione | Gran Premio   | Vincitore          | Scuderia            |
| -------- | ------------- | ------------------ | ------------------- |
| 1987     | Giappone      | Gerhard Berger     | Ferrari             |
| 1988     | Giappone      | Ayrton Senna       | McLaren-Honda       |
| 1989     | Giappone      | Alessandro Nannini | Benetton-Ford       |
| 1990     | Giappone      | Nelson Piquet      | Benetton-Ford       |
| 1991     | Giappone      | Gerhard Berger     | McLaren-Honda       |
| 1992     | Giappone      | Riccardo Patrese   | Williams-Renault    |
| 1993     | Giappone      | Ayrton Senna       | McLaren-Ford        |
| 1994     | Giappone      | Damon Hill         | Williams-Renault    |
| 1995     | Giappone      | Michael Schumacher | Benetton-Renault    |
| 1996     | Giappone      | Damon Hill         | Williams-Renault    |
| 1997     | Giappone      | Michael Schumacher | Ferrari             |
| 1998     | Giappone      | Mika Häkkinen      | McLaren-Mercedes    |
| 1999     | Giappone      | Mika Häkkinen      | McLaren-Mercedes    |
| 2000     | Giappone      | Michael Schumacher | Ferrari             |
| 2001     | Giappone      | Michael Schumacher | Ferrari             |
| 2002     | Giappone      | Michael Schumacher | Ferrari             |
| 2003     | Giappone      | Rubens Barrichello | Ferrari             |
| 2004     | Giappone      | Michael Schumacher | Ferrari             |
| 2005     | Giappone      | Kimi Räikkönen     | McLaren-Mercedes    |
| 2006     | Giappone      | Fernando Alonso    | Renault             |
| 2009     | Giappone      | Sebastian Vettel   | Red Bull-Renault    |
| 2010     | Giappone      | Sebastian Vettel   | Red Bull-Renault    |
| 2011     | Giappone      | Jenson Button      | McLaren-Mercedes    |
| 2012     | Giappone      | Sebastian Vettel   | Red Bull-Renault    |
| 2013     | Giappone      | Sebastian Vettel   | Red Bull-Renault    |
| 2014     | Giappone      | Lewis Hamilton     | Mercedes            |
| 2015     | Giappone      | Lewis Hamilton     | Mercedes            |
| 2016     | Giappone      | Nico Rosberg       | Mercedes            |
| 2017     | Giappone      | Lewis Hamilton     | Mercedes            |
| 2018     | Giappone      | Lewis Hamilton     | Mercedes            |
| 2019     | Giappone      | Valtteri Bottas    | Mercedes            |
| 2020     | Non disputato | Non disputato      | Non disputato       |
| 2021     | Non disputato | Non disputato      | Non disputato       |
| 2022     | Giappone      | Max Verstappen     | Red Bull-RBPT       |
| 2023     | Giappone      | Max Verstappen     | Red Bull-Honda RBPT |
| 2024     | Giappone      | Max Verstappen     | Red Bull-Honda RBPT |
| 2025     | Giappone      | Max Verstappen     | Red Bull-Honda RBPT |